# Волоська Балаклія
Волóська Балаклі́я (в минулому — Щеняче) — село в Україні, у Шевченківській селищній громаді Куп’янського району Харківської області. Населення становить 896 осіб. До 2020 орган місцевого самоврядування — Волосько-Балаклійська сільська рада.

## Географія
Село Волоська Балаклія знаходиться біля витоків річки Волоська Балаклійка, нижче за течією на відстані 2,5 км розташоване село Станіславка. Село витягнуто вздовж пересихаючого русла річки на 10 км. На відстані 1,5 км розташоване селище Борівське.

## Історія
В 60-х роках XVII ст. біля теперішньої Волоської Балаклії існував курган під назвою Щенячий. А у 1705 році неподалік від нього виникло поселення, мешканці якого належали до поміщиків волоської нації. 
7 (20) листопада 1917 року, відповідно до.Третього Універсалу Української Центральної Ради, увійшло до складу Української Народної Республіки.
У 1924—1929 роках село було адміністративним центром Волоськобалаклійського району.
12 червня 2020 року, відповідно до Розпорядження Кабінету Міністрів України № 725-р «Про визначення адміністративних центрів та затвердження територій територіальних громад Харківської області», увійшло до складу Шевченківської селищної територіальної громади.
19 липня 2020 року, в результаті адміністративно-територіальної реформи та ліквідації Шевченківського району, село увійшло до складу новоутвореного Куп'янського району Харківської області.

## Об'єкти соціальної сфери
- Школа I—II ст.
- Клуб.

## Особистості
В селі народився Лозовий Василь Якович (1926—1999) — український живописець і педагог.